# Hydropus
Hydropus Kühner ex Singer (mokronóżka) – rodzaj grzybów z rodziny grzybówkowatych (Mycenaceae).

## Systematyka i nazewnictwo
Pozycja w klasyfikacji według Index Fungorum: Mycenaceae, Agaricales, Agaricomycetidae, Agaricomycetes, Agaricomycotina, Basidiomycota, Fungi.
Polską nazwę nadał Władysław Wojewoda w 1999 r. W polskim piśmiennictwie mykologicznym należące do tego rodzaju gatunki opisywane były także jako mokrostopek.
Gatunki występujące w Polsce:
- Hydropus atramentosus (Kalchbr.) Kotl. & Pouzar 1962 – mokronóżka czerniejąca
- Hydropus floccipes (Fr.) Singer 1962[3]
- Hydropus marginellus (Pers.) Singer 1948 – mokronóżka brązowoostrzowa
- Hydropus subalpinus (Höhn.) Singer 1962 – mokronóżka bukowa

Nazwy naukowe na podstawie Index Fungorum. Nazwy polskie według Władysława Wojewody i innych.